# 拉戈尔 (大西洋比利牛斯省)
拉戈尔（法語：Lagor，法語發音：[laɡɔʁ]）是法国大西洋比利牛斯省的一个市镇，位于该省中北部偏东，属于波城区。

## 地理
拉戈尔（43°23'32"N, 0°39'8"W）面积20.97 平方千米，位于法国新阿基坦大区大西洋比利牛斯省，该省份为法国东南部省份，涵盖了贝阿恩与北巴斯克，西临大西洋比斯開灣，北至朗德省，东北接热尔省，东临上比利牛斯省，南与西班牙接壤。
与拉戈尔接壤的市镇（或旧市镇、城区）包括：阿比多斯、拉乌尔卡德、吕克德贝阿恩、马斯拉克、蒙村、穆朗克斯、奥斯-马尔西永、索沃拉德、维耶勒塞居尔。
拉戈尔的时区为UTC+01:00、UTC+02:00（夏令时）。

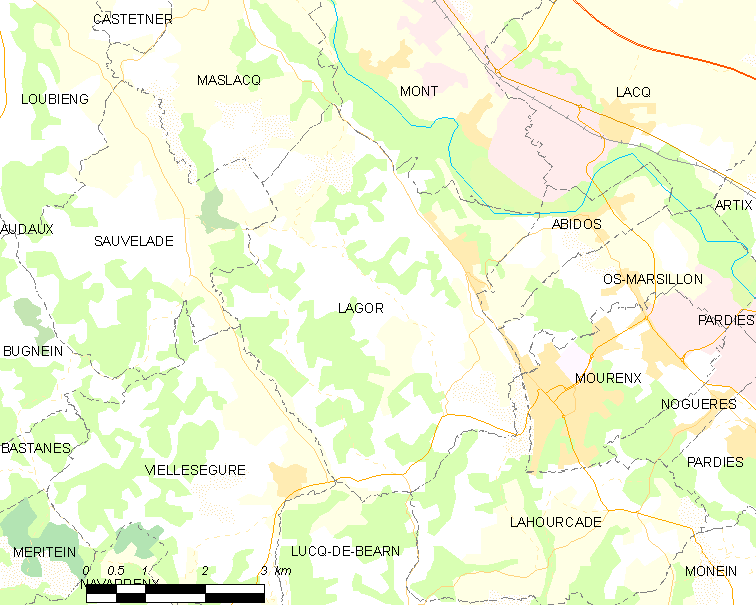
拉戈尔的OSM定位图

## 行政
拉戈尔的邮政编码为64150，INSEE市镇编码为64301。

## 政治
拉戈尔所属的省级选区为贝阿恩中心县。

## 人口

1962-2008年间拉戈尔人口变化图示

拉戈尔于2022年1月1日时的人口数量为1134人。